# Adnkronos
Adnkronos è un'agenzia di stampa italiana con sede a Roma.
Nata nel 1963, fa parte del gruppo editoriale «Giuseppe Marra Communications» (GMC).

## Storia
L'agenzia giornalistica è nata dalla fusione nel 1963 di due agenzie di stampa: Kronos (fondata nel 1951 da Adolfo Annesi, già redattore capo del quotidiano economico Il Globo) e AdN ("Agenzia di Notizie", nata nel 1959 per iniziativa di Felice Fulchignoni, editore di periodici).
La prima sede è allestita in via Flaminia. Dopo un trasferimento, nel 1967 si stabilisce in via di Ripetta, storica sede dell'agenzia. Nel 1968 viene aperta la sede di Milano. 
Nel 1970 l'Adnkronos viene acquisita dall'industriale farmaceutico Fulvio Bracco, che nomina Giuseppe Marra amministratore unico. Nel 1978 Marra rileva l'agenzia attraverso la Piemme Editoriale Finanziaria, società per azioni di cui è comproprietario con Vittorio Parrini. Nel 1980 l'agenzia ottiene l'esclusiva per l'Italia di «Washington Post» e «Los Angeles Times». Negli anni seguenti vengono siglati accordi di collaborazione con agenzie operanti in Cina, Spagna, Germania e Giappone. Il 13 maggio 1981 è la prima agenzia al mondo a diffondere le immagini dell'Attentato a Giovanni Paolo II. 
Nel 1982 si è aggiunta l'attività editoriale con l'Adnkronos Libri che, dal 1991, pubblica il Libro dei fatti, una versione italiana del best seller americano "The World Almanac". Nel 1984 nasce Adnkronos Servizi dal 1996 Adnkronos Comunicazione. Dal 1996 al 2000 la divisione libri ha pubblicato le collane Prima scelta. Cibo per giovani menti, rivolta al pubblico giovanile, e Le Guide a Occhi aperti dedicata alla divulgazione scientifica. Nel 1987 nasce la divisione audiovisivi. Il 9 novembre 1989 è la prima agenzia italiana a dare la notizia della caduta del Muro di Berlino.
Dal 1990 la Adnkronos S.p.A. è controllata dalla Piemme Editoriale, proprietaria del 98% del capitale (dal 1999 Giuseppe Marra Communications S.a.p.a.). Nel 1992 Adnkronos è la prima agenzia a dare la notizia della morte del giudice Giovanni Falcone.
Nel 1999 nasce Adnkronos Salute con il compito specifico di fornire notizie dal mondo della medicina. Nel 2002 la sede viene trasferita in piazza Mastai. Nello stesso anno Adnkronos è la prima agenzia di stampa a dare la notizia dell'uccisione del giuslavorista e accademico Marco Biagi.
Nel 2003, nasce Adnkronos International (AKI), con il compito specifico di fornire notizie d'attualità internazionale, in particolare dal mondo arabo, in lingua italiana, araba e inglese. In Italia l'agenzia ha sedi a Milano, Napoli, Torino, Palermo, Bologna e Firenze. Nel 2004 tutte le produzioni testuali ed audiovisive vengono digitalizzate, in maniera da potere essere riprodotte su tutte le piattaforme. Nel 2010 l'agenzia dà la notizia della morte di Francesco Cossiga, ex presidente della Repubblica.
Nel maggio 2011 viene sequestrato ed ucciso Syed Saleem Shahzad, cronista dell'agenzia impegnato in una delicata inchiesta sulle collusioni fra terroristi di Al Qaeda ed elementi delle forze armate regolari pakistane.
In occasione dell'EXPO 2015, Adnkronos ha creato un altro rotocalco periodico ("Adnkronos speciale EXPO 2015") dedicato agli eventi dell'esposizione universale sita nella città di Milano.
Dal 2022 gli articoli pubblicati sul sito web dell'agenzia sono fruibili anche come audionotizie.

## Premi e riconoscimenti
- 2002: Premio Ischia, nella sezione Agenzie di stampa.
- 2006 e 2009: Premio Ischia per l'Informazione scientifica a Adnkronos Salute.
- 2022: Marchio storico d'interesse nazionale[9].

## Presidenti
- Felice Fulchignoni (già direttore sin dal 1961), dal 1966 al 1970
- Luigi De Silva, dal 1970 al 1978
- Giuseppe Marra, dal 1978 ad oggi

## Direttori responsabili
- Andrea Cicala, dal 1963 al 1972
- Sergio Milani, dal 1972 al 1980
- Umberto Cutolo, dal 1980 al 1984
- Giuseppe Marra, dal 1984 al novembre 2018
  - Andrea Pucci, condirettore (2002 - 2009)
  - Alessia Lautone, condirettore (2009 - 2014)
  - Flavia Perina, condirettore (aprile - maggio 2014)[10]
  - Alessia Lautone, condirettore (maggio 2014 - novembre 2018)
- Gian Marco Chiocci (da dicembre 2018 al 18 luglio 2023)
- Davide Desario (19 luglio 2023 - in carica)[11][12]